# Noorwegen op de Olympische Zomerspelen 1912
Noorwegen nam deel aan de Olympische Zomerspelen 1912 in Stockholm, Zweden.

## Medailleoverzicht
| Sport       | Olympiër | Discipline                       | Medaille |
| ----------- | --- | -------------------------------- | -------- |
| Turnen      | Isak Abrahamsen Hans Beyer Hartmann Bjørnson Alfred Engelsen Bjarne Johnsen Sigurd Jørgensen Knud Knudsen Alf Lie Rolf Lie Tor Lund Petter Martinsen Per Mathiesen Jacob Opdahl Nils Opdahl Bjarne Pettersen Frithjof Sælen Øistein Schirmer Georg Selenius Sigvard Sivertsen Robert Sjursen Einar Strøm Gabriel Thorstensen Thomas Thorstensen Nils Voss | meerkamp team vrij systeem (m)   | Goud     |
| Zeilen      | Thoralf Glad Thomas Aas Andreas Brecke Torleiv Corneliussen Christian Jebe | 8m klasse (m)                    | Goud     |
| Zeilen      | Alfred Larsen Johan Anker Nils Bertelsen Halfdan Hansen Magnus Konow Petter Larsen Eilert Falch-Lund Christian Staib Arnfinn Heje Carl Thaulow | 12m klasse (m)                   | Goud     |
| Atletiek    | Ferdinand Bie | vijfkamp (m)                     | Zilver   |
| Schietsport | Gudbrand Skatteboe Ole Sæther Østen Østensen Albert Helgerud Olaf Sæther Einar Liberg | 300m vrij geweer team (m)        | Zilver   |
| Roeien      | Theodor Klem Henry Larsen Håkon Tønsager Mathias Torstensen Ejnar Tønsager | vier-met (m)                     | Brons    |
| Roeien      | Claus Höyer Reidar Holter Magnus Herseth Frithjof Olstad Olav Bjørnstad | vier-met inriggers (m)           | Brons    |
| Schietsport | Engebret Skogen | 300m geweer 3 houdingen (m)      | Brons    |
| Tennis      | Molla Bjurstedt | enkelspel (v)                    | Brons    |
| Turnen      | Arthur Amundsen Jørgen Andersen Trygve Bøyesen Georg Brustad Conrad Christensen Oscar Engelstad Marius Eriksen Aksel Hansen Peter Hol Eugen Ingebretsen Olaf Ingebretsen Olaf Jacobsen Erling Jensen Thor Jensen Frithjof Olsen Oscar Olstad Edvin Paulsen Carl Alfred Pedersen Paul Pedersen Realf Robach Sigurd Smebye Torleif Torkildsen               | meerkamp team Zweeds systeem (m) | Brons    |

## Deelnemers en resultaten

### Atletiek
| Olympiër                                                    | Discipline                | Resultaat    | Prestatie |
| ----------------------------------------------------------- | ------------------------- | ------------ | --- |
| Nils Fixdal                                                 | 100m (m)                  | DNS          | series: niet gestart |
| Alex Pedersen                                               | 100m (m)                  | series       | serie 12: 4de |
| Herman Sotaaen                                              | 100m (m)                  | series       | serie 10: 4de |
| Alex Pedersen                                               | 200m (m)                  | DNS          | series: niet gestart |
| Ole Jacob Pedersen                                          | 200m (m)                  | DNS          | series: niet gestart |
| Herman Sotaaen                                              | 200m (m)                  | series       | serie 15: 3de |
| Alex Pedersen                                               | 400m (m)                  | DSQ          | serie 14: gediskwalificeerd |
| Ole Jacob Pedersen                                          | 400m (m)                  | halve finale | serie 9: 2de in 51,6 halve finale 3: 5de |
| Herman Sotaaen                                              | 400m (m)                  | DNS          | series: niet gestart |
| Oscar Larsen                                                | 800m (m)                  | series       | serie 3: 3de |
| Ole Jacob Pedersen                                          | 800m (m)                  | series       | serie 2: 3de |
| Erling Søiland                                              | 800m (m)                  | DNS          | series: niet gestart |
| Oscar Larsen                                                | 1500m (m)                 | series       | serie 4: 5de |
| Ole Jacob Pedersen                                          | 1500m (m)                 | series       | serie 3: 6de-7de |
| Erling Søiland                                              | 1500m (m)                 | DNS          | series: niet gestart |
| Ferdinand Bie                                               | 110m horden (m)           | halve finale | serie 4: 1ste in 16,2 halve finale 1: 3de in 15,8 |
| Ferdinand Bie Edvard Larsen Alex Pedersen Herman Sotaaen    | 4x100m (m)                | DNS          | series: niet gestart |
| Oscar Fonbæk                                                | marathon (m)              | DNF          | niet gefinisht |
| Alfred Nilsen                                               | marathon (m)              | DNS          | niet gestart |
| Ole Olsen                                                   | marathon (m)              | DNS          | niet gestart |
| Otto Osen                                                   | marathon (m)              | 34e          | 3:36.35,3 |
| Johannes Pedersen                                           | marathon (m)              | DNS          | niet gestart |
| Axel Simonsen                                               | marathon (m)              | 23e          | 3:04.59,4 |
| Ferdinand Bie                                               | verspringen (m)           | 11e          | kwalificatie: 11de met 6,75m |
| Nils Fixdal                                                 | verspringen (m)           | 13e          | kwalificatie: 13de met 6,71m |
| Daniel Johansen                                             | verspringen (m)           | DNS          | kwalificatie: niet gestart |
| Edvard Larsen                                               | verspringen (m)           | DNS          | kwalificatie: niet gestart |
| Erling Vinne                                                | verspringen (m)           | DNS          | kwalificatie: niet gestart |
| Nils Fixdal                                                 | hink-stap-springen (m)    | 8e           | kwalificatie: 8ste met 13,96m |
| Edvard Larsen                                               | hink-stap-springen (m)    | 6e           | kwalificatie: 6de met 14,06m |
| Erling Vinne                                                | hink-stap-springen (m)    | 4e           | kwalificatie: 4de met 14,14m |
| Olav Aarnes                                                 | hoogpringen (m)           | 13e          | kwalificatie: 13de met 1,75m |
| Otto Monsen                                                 | hoogpringen (m)           | 13e          | kwalificatie: 13de met 1,75m |
| Gerhard Olsen                                               | hoogpringen (m)           | 13e          | kwalificatie: 13de met 1,75m |
| Birger Brodtkorb                                            | staand verspringen (m)    | 12e          | 3,05m |
| Sverre Grøner                                               | staand verspringen (m)    | DNS          | kwalificatie: niet gestart |
| Olaf Ingebretsen                                            | staand verspringen (m)    | DNS          | kwalificatie: niet gestart |
| Martin Jacobsen                                             | staand verspringen (m)    | DNS          | kwalificatie: niet gestart |
| Birger Brodtkorb                                            | staand hoogspringen (m)   | 13e          | kwalificatie: 13de met 1,40m |
| Martin Jacobsen                                             | staand hoogspringen (m)   | DNS          | kwalificatie: niet gestart |
| John Falchenberg                                            | discuswerpen (m)          | DNS          | kwalificatie: niet gestart |
| Ferdinand Bie                                               | speerwerpen (m)           | DNS          | kwalificatie: niet gestart |
| Arne Halse                                                  | speerwerpen (m)           | 7e           | kwalificatie: 7de met 51,98m |
| Olaf Ingebretsen                                            | speerwerpen (m)           | DNS          | kwalificatie: niet gestart |
| Daniel Johansen                                             | speerwerpen (m)           | 12e          | kwalificatie: 12de met 47,61m |
| John Falchenberg                                            | discuswerpen 2-handig (m) | DNS          | kwalificatie: niet gestart |
| Arne Halse                                                  | speerwerpen 2-handig (m)  | 5e           | kwalificatie: 5de met 96,92m |
| Daniel Johansen                                             | speerwerpen 2-handig (m)  | 7e           | kwalificatie: 7de met 92,82m |
| Ferdinand Bie                                               | vijfkamp (m)              | Zilver       | verspringen: 2de met 6,85m speerwerpen: 3de met 46,45m 200m: 7de in 23,5 discuswerpen: 4de met 31,79m 1500m: 6de in 5.07,8 totaal: 16 punten |
| Ferdinand Bie                                               | tienkamp (m)              | DNF          | 100m: 12de in 11,7 verspringen: 4de met 6,69m kogelstoten: 16de met 10,20m hoogspringen: 13de met 1,65m 400m: 6de in 53,2 discuswerpen: 9de met 31,65m 110m horden: 4de in 16,4 polsstokhoogspringen: 10de met 2,90m speerwerpen: 2de met 48,52m 1500m: niet gestart |
| Johannes Andersen                                           | veldlopen individueel (m) | 22e          | 51.47,4 |
| Nils Dahl                                                   | veldlopen individueel (m) | DNF          | niet gefinisht |
| Parelius Finnerud                                           | veldlopen individueel (m) | 20e          | 51.16,2 |
| Olaf Hovdenak                                               | veldlopen individueel (m) | 19e          | 50.40,8 |
| Johannes Andersen Nils Dahl Parelius Finnerud Olaf Hovdenak | veldlopen team (m)        | 4e           | 61 punten |

### Moderne vijfkamp
| Olympiër     | Discipline      | Resultaat | Prestatie |
| ------------ | --------------- | --------- | --- |
| Henrik Norby | individueel (m) | DNF       | schietsport: 27ste met 110 punten zwemmen: 21ste in 7.48,6 schermen: 12de met 14 overwinningen paardensport: gediskwalificeerd                                                 |
| Carl Paaske  | individueel (m) | 13e       | schietsport: 23ste met 147 punten zwemmen: 16de in 6.49,2 schermen: 14de met 13 overwinningen paardensport: 14de met 0 strafpunten atletiek: 8ste in 21.19,8 totaal: 71 punten |

### Paardensport
| Olympiër        | Discipline  | Resultaat | Prestatie       |
| Dressuur        | Dressuur    | Dressuur  | Dressuur        |
| --------------- | ----------- | --------- | --------------- |
| Jens Falkenberg | individueel | 15e       | 103 strafpunten |
| Springconcours  |             |           |                 |
| Jens Falkenberg | individueel | 28e       | 29 strafpunten  |
| Jørgen Jensen   | individueel | 26e       | 25 strafpunten  |
| Karl Kildal     | individueel | 24e       | 22 strafpunten  |

### Roeien
| Olympiër | Discipline             | Resultaat   | Prestatie |
| --- | ---------------------- | ----------- | --- |
| Olaf Dahll Øyvin Davidsen Einar Eriksen Leif Rode Theodor Schjøth                                                               | vier-met (m)           | kwartfinale | serie 4: W van Oostenrijk: niet gestart kwartfinale 2: V van Groot-Brittannië                                                |
| Theodor Klem Henry Larsen Håkon Tønsager Mathias Torstensen Ejnar Tønsager                                                      | vier-met (m)           | Brons       | serie 4: W van Oostenrijk: niet gefinisht kwartfinale 3: W van België: 7.05,5 halve finale 2: V van Groot-Brittannië: 7.05,0 |
| John Bjørnstad Hannibal Fegth Gunnar Grantz Gustav Hæhre Olaf Solberg                                                           | vier-met inriggers (m) | series      | serie 1: V van Zweden |
| Claus Höyer Reidar Holter Magnus Herseth Frithjof Olstad Olav Bjørnstad                                                         | vier-met inriggers (m) | Brons       | serie 3: W van Frankrijk: 8.03,0 halve finale 1: V van Zweden                                                                |
| John Bjørnstad Hannibal Fegth Gunnar Grantz Gustav Hæhre Harald Herlofson Thomas Høie Otto Krogh Olaf Solberg Einar Sommerfeldt | acht (m)               | series      | serie 4: V van Groot-Brittannië                                                                                              |

### Schermen
| Olympiër                                                 | Discipline     | Resultaat | Prestatie                                                                     |
| -------------------------------------------------------- | -------------- | --------- | ----------------------------------------------------------------------------- |
| Lars Aas                                                 | degen (m)      | 44e       | 1ste ronde groep G: 1ste met 2 nederlagen kwartfinale C: 6de met 4 nederlagen |
| Hans Bergsland                                           | degen (m)      | 49e       | 1ste ronde groep C: 4de met 4 nederlagen                                      |
| Bjarne Eriksen                                           | degen (m)      | 49e       | 1ste ronde groep F: 4de met 3 nederlagen                                      |
| Severin Finne                                            | degen (m)      | 44e       | 1ste ronde groep D: 3de met 2 nederlagen kwartfinale D: 6de met 3 nederlagen  |
| Sigurd Mathiesen                                         | degen (m)      | 25e       | 1ste ronde groep I: 3de met 2 nederlagen kwartfinale E: 4de met 3 nederlagen  |
| Harald Platou                                            | degen (m)      | 49e       | 1ste ronde groep H: 4de met 3 nederlagen                                      |
| Christopher von Tangen                                   | degen (m)      | 49e       | 1ste ronde groep E: 4de met 3 nederlagen                                      |
| Lars Aas Hans Bergsland Severin Finne Georges von Tangen | degen team (m) | 9e        | 1ste ronde groep C: 3de met 0 nederlagen                                      |
| Lars Aas                                                 | floret (m)     | 71e       | 1ste ronde groep F: 4de met 4 nederlagen                                      |
| Bjarne Eriksen                                           | floret (m)     | 19e       | 1ste ronde groep N: 1ste met 1 nederlaag kwartfinale H: 4de met 3 nederlagen  |
| Christopher von Tangen                                   | floret (m)     | 86e       | 1ste ronde groep M: 6de met 5 nederlagen                                      |

### Schietsport
| Olympiër                                                                              | Discipline                           | Resultaat | Prestatie                      |
| ------------------------------------------------------------------------------------- | ------------------------------------ | --------- | ------------------------------ |
| Johannes Jordell                                                                      | 50m geweer liggend (m)               | 35e       | 172 punten                     |
| Ragnvald Maseng                                                                       | 50m geweer liggend (m)               | 40e       | 156 punten                     |
| Arne Sunde                                                                            | 50m geweer liggend (m)               | 30e       | 176 punten                     |
| Jul Braathe                                                                           | 300m geweer 3 houdingen (m)          | 35e       | 900 punten: (319-292-289)      |
| Albert Helgerud                                                                       | 300m geweer 3 houdingen (m)          | 7e        | 952 punten: (354-317-281)      |
| Olaf Husby                                                                            | 300m geweer 3 houdingen (m)          | 27e       | 905 punten: (335-307-263)      |
| Einar Liberg                                                                          | 300m geweer 3 houdingen (m)          | 15e       | 921 punten: (330-316-275)      |
| Østen Østensen                                                                        | 300m geweer 3 houdingen (m)          | 23e       | 911 punten: (333-308-270)      |
| Thomas Refsum                                                                         | 300m geweer 3 houdingen (m)          | 26e       | 905 punten: (305-306-294)      |
| Olaf Sæther                                                                           | 300m geweer 3 houdingen (m)          | 18e       | 914 punten: (311-299-304)      |
| Ole Sæther                                                                            | 300m geweer 3 houdingen (m)          | 9e        | 941 punten: (349-316-276)      |
| Gudbrand Skatteboe                                                                    | 300m geweer 3 houdingen (m)          | 5e        | 956 punten: (343-308-305)      |
| Embret Skogen                                                                         | 300m geweer 3 houdingen (m)          | 31e       | 899 punten: (334-286-279)      |
| Arne Sunde                                                                            | 300m geweer 3 houdingen (m)          | 30e       | 900 punten: (314-304-282)      |
| Paul Vighals                                                                          | 300m geweer 3 houdingen (m)          | 22e       | 911 punten: (329-318-264)      |
| Gudbrand Skatteboe Ole Sæther Østen Østensen Albert Helgerud Olaf Sæther Einar Liberg | 300m geweer 3 houdingen team (m)     | Zilver    | 5605 punten: (1697-1885-2023)  |
| Ole Bjerke                                                                            | 300m militair geweer 3 houdingen (m) | 80e       | 61 punten: (40-21)             |
| Jul Braathe                                                                           | 300m militair geweer 3 houdingen (m) | 15e       | 88 punten: (48-40)             |
| Johs Espelund                                                                         | 300m militair geweer 3 houdingen (m) | 81e       | 60 punten: (30-30)             |
| Mathias Glomnes                                                                       | 300m militair geweer 3 houdingen (m) | 35e       | 82 punten: (47-35)             |
| Albert Helgerud                                                                       | 300m militair geweer 3 houdingen (m) | 55e       | 75 punten: (45-30)             |
| Johs Jordell                                                                          | 300m militair geweer 3 houdingen (m) | 41e       | 80 punten: (35-45)             |
| Birger Lie                                                                            | 300m militair geweer 3 houdingen (m) | 82e       | 59 punten: (44-15)             |
| Herman Skjerven                                                                       | 300m militair geweer 3 houdingen (m) | 62e       | 71 punten: (41-30)             |
| Embret Skogen                                                                         | 300m militair geweer 3 houdingen (m) | Brons     | 95 punten: (45-50)             |
| Arne Sunde                                                                            | 300m militair geweer 3 houdingen (m) | 44e       | 80 punten: (45-35)             |
| Alfred Thielemann                                                                     | 300m militair geweer 3 houdingen (m) | 76e       | 62 punten: (32-30)             |
| Carl Veidahl                                                                          | 300m militair geweer 3 houdingen (m) | 89e       | 40 punten: (25-15)             |
| Søren Christensen                                                                     | 600m militair geweer 3 houdingen (m) | 82e       | 40 punten                      |
| Ole Christiansen Degnæs                                                               | 600m militair geweer 3 houdingen (m) | 17e       | 84 punten                      |
| Albert Helgerud                                                                       | 600m militair geweer 3 houdingen (m) | 47e       | 74 punten                      |
| Ole Jensen                                                                            | 600m militair geweer 3 houdingen (m) | 56e       | 73 punten                      |
| Ragnvald Maseng                                                                       | 600m militair geweer 3 houdingen (m) | 55e       | 73 punten                      |
| Hans Nordvik                                                                          | 600m militair geweer 3 houdingen (m) | 35e       | 79 punten                      |
| Thomas Refsum                                                                         | 600m militair geweer 3 houdingen (m) | 41e       | 76 punten                      |
| Olaf Sæther                                                                           | 600m militair geweer 3 houdingen (m) | 60e       | 70 punten                      |
| Gudbrand Skatteboe                                                                    | 600m militair geweer 3 houdingen (m) | 40e       | 77 punten                      |
| Arne Sunde                                                                            | 600m militair geweer 3 houdingen (m) | 30e       | 80 punten                      |
| Alfred Thielemann                                                                     | 600m militair geweer 3 houdingen (m) | 75e       | 57 punten                      |
| Paul Vighals                                                                          | 600m militair geweer 3 houdingen (m) | 57e       | 72 punten                      |
| Ole Christiansen Degnæs Arne Sunde Ole Jensen Hans Nordvik Olaf Husby Mathias Glomnes | militair geweer team (m)             | 6e        | 1473 punten: (408-378-358-329) |
| Carsten Bruun                                                                         | trap (m)                             | 28e       | 74 punten: (16-24-34)          |
| Frantz Rosenberg                                                                      | trap (m)                             | 24e       | 81 punten: (15-24-42)          |
| Alfred Stabell                                                                        | trap (m)                             | 61e       | 3 punten                       |

### Schoonspringen
| Olympiër         | Discipline      | Resultaat | Prestatie                    |
| ---------------- | --------------- | --------- | ---------------------------- |
| Sigvard Andersen | 10m toren (m)   | 14e       | voorronde: 5de met 25 punten |
| Sigvard Andersen | plankduiken (m) | 25e       | voorronde: 7de met 32 punten |
| Alfred Engelsen  | plankduiken (m) | 28e       | voorronde: 7de met 33 punten |
| Nils Tvedt       | plankduiken (m) | 20e       | voorronde: 5de met 25 punten |

### Tennis
| Olympiër                         | Discipline     | Resultaat | Prestatie |
| -------------------------------- | -------------- | --------- | --- |
| Herman Björklund                 | enkelspel (m)  | 31e       | 1ste ronde: vrij 2de ronde: V van GER Kreuzer: 0-6, 0-6, 1-6                                                                                             |
| Conrad Langaard                  | enkelspel (m)  | 31e       | 1ste ronde: vrij 2de ronde: V van FRA Canet: 3-6, 0-6, 1-6                                                                                               |
| Richard Petersen                 | enkelspel (m)  | 31e       | 1ste ronde: vrij 2de ronde: V van AUT von Salm-Hoogstraeten: 1-6, 5-7, 3-6                                                                               |
| Trygve Smith                     | enkelspel (m)  | 31e       | 1ste ronde: vrij 2de ronde: V van SWE Boström: 2-6, 4-6, 1-6                                                                                             |
| Willem Stibolt                   | enkelspel (m)  | 31e       | 1ste ronde: vrij 2de ronde: vrij 3de ronde: V van BOH Šebek: 1-6, 3-6, 0-6                                                                               |
| Bjarne Angell Willem Stibolt     | dubbelspel (m) | 15e       | 1ste ronde: V van BOH Just/Žemla: 1-6, 2-6, 0-6 |
| Herman Björklund Trygve Smith    | dubbelspel (m) | 15e       | 1ste ronde: V van AUT Pipes/Zborzil: 2-6, 0-6, 2-6 |
| Conrad Langaard Richard Petersen | dubbelspel (m) | 9e        | 1ste ronde: vrij 2de ronde: V van BOH Just/Žemla: 1-6, 2-6, 4-6                                                                                          |
|                                  |                |           | |
| Molla Bjurstedt                  | enkelspel (v)  | Brons     | 1ste ronde: vrij kwartfinale: W van GER Kaminski: walk-over halve finale: V van FRA Broquedis: 3-6, 6-2, 4-6 bronzen finale: W van SWE Arnheim: 6-2, 6-2 |
|                                  |                |           | |
| Molla Bjurstedt Conrad Langaard  | dubbelspel (g) | 5e        | 1ste ronde: V van SWE Grönfors/Holmström: 4-6, 6-4, 5-7                                                                                                  |

### Turnen
| Olympiër | Discipline                       | Resultaat | Prestatie     |
| --- | -------------------------------- | --------- | ------------- |
| Isak Abrahamsen Hans Beyer Hartmann Bjørnson Alfred Engelsen Bjarne Johnsen Sigurd Jørgensen Knud Knudsen Alf Lie Rolf Lie Tor Lund Petter Martinsen Per Mathiesen Jacob Opdahl Nils Opdahl Bjarne Pettersen Frithjof Sælen Øistein Schirmer Georg Selenius Sigvard Sivertsen Robert Sjursen Einar Strøm Gabriel Thorstensen Thomas Thorstensen Nils Voss | meerkamp team vrij systeem (m)   | Goud      | 22,85 punten  |
| Arthur Amundsen Jørgen Andersen Trygve Bøyesen Georg Brustad Conrad Christensen Oscar Engelstad Marius Eriksen Aksel Hansen Peter Hol Eugen Ingebretsen Olaf Ingebretsen Olaf Jacobsen Erling Jensen Thor Jensen Frithjof Olsen Oscar Olstad Edvin Paulsen Carl Alfred Pedersen Paul Pedersen Realf Robach Sigurd Smebye Torleif Torkildsen               | meerkamp team Zweeds systeem (m) | Brons     | 857,21 punten |

### Voetbal
| Olympiër | Discipline | Resultaat | Prestatie                                                                               |
| --- | ---------- | --------- | --------------------------------------------------------------------------------------- |
| Gunnar Andersen Einar Friis Baastad Hans Endrerud Charles Herlofson Sverre Jensen Harald Johansen Kristian Krefting Erling Maartmann Rolf Maartmann Ingolf Pedersen Henry Reinholdt Per Skou | mannen     | DNS       | 1ste ronde: vrij kwartfinale: V van Denemarken: 0-7 consolidatie: V van Oostenrijk: 0-1 |

### Wielersport
| Olympiër                                                                                    | Discipline         | Resultaat | Prestatie      |
| ------------------------------------------------------------------------------------------- | ------------------ | --------- | -------------- |
| Birgir Andreasen                                                                            | tijdrit (m)        | 14e       | 11:20.14,6     |
| Carl Gulbrandsen                                                                            | tijdrit (m)        | DNF       | niet gefinisht |
| Anton Hansen                                                                                | tijdrit (m)        | 65e       | 12:21.23,7     |
| Paul Henrichsen                                                                             | tijdrit (m)        | 47e       | 11:55.23,2     |
| Carl Olsen                                                                                  | tijdrit (m)        | DNF       | niet gefinisht |
| Martin Saeterhaug                                                                           | tijdrit (m)        | DNF       | niet gefinisht |
| Birgir Andreasen Carl Gulbrandsen Anton Hansen Paul Henrichsen Carl Olsen Martin Saeterhaug | ploegentijdrit (m) | DNF       | niet gefinisht |

### Worstelen
| Olympiër             | Discipline     | Resultaat      | Prestatie |
| Grieks-Romeins       | Grieks-Romeins | Grieks-Romeins | Grieks-Romeins |
| -------------------- | -------------- | -------------- | --- |
| Christian Arnesen    | -60kg (m)      | 19e            | 1ste ronde: W van BOH Beránek 2de ronde: V van RUS Pawłowicz 3de ronde: V van SWE Beckman                                                             |
| Ragnvald Gullaksen   | -60kg (m)      | 19e            | 1ste ronde: W van SWE Persson 2de ronde: V van SWE Beckman 3de ronde: V van FIN Lasanen                                                               |
| Mikael Hestdahl      | -60kg (m)      | 19e            | 1ste ronde: W van SWE Åkesson 2de ronde: V van SWE Öberg 3de ronde: V van FIN Lehmusvirta                                                             |
| Richard Frydenlund   | -67,5kg (m)    | 17e            | 1ste ronde: W van GBR Lupton 2de ronde: W van GBR Ruff 3de ronde: V van BOH Balej 4de ronde: V van FIN Salonen                                        |
| Thorbjørn Frydenlund | -67,5kg (m)    | 31e            | 1ste ronde: V van AUT Fischer 2de ronde: V van SWE Svenson                                                                                            |
| Herbrand Lofthus     | -67,5kg (m)    | 11e            | 1ste ronde: W van FRA Cabal 2de ronde: W van GER Dumrauf 3de ronde: V van SWE Nilsson 4de ronde: W van GER Saeurhöfer 5de ronde: V van SWE Mathiasson |
| Thorvald Olsen       | -67,5kg (m)    | 31e            | 1ste ronde: V van FIN Kolehmainen 2de ronde: V van FIN Tanttu                                                                                         |
| Alfred Gundersen     | -75kg (m)      | 37e            | 1ste ronde: V van FIN Jokinen |
| Ansgar Løvold        | -82,5kg (m)    | 20e            | 1ste ronde: V van FIN Lind 2de ronde: V van AUT Barl                                                                                                  |

### Zeilen
| Olympiër | Discipline     | Resultaat | Prestatie |
| --- | -------------- | --------- | --------- |
| Edvard Christensen Eigil Christiansen Hans Christiansen                                                                                        | 6m klasse (m)  | 5e        |           |
| Thoralf Glad Thomas Aas Andreas Brecke Torleiv Corneliussen Christian Jebe                                                                     | 8m klasse (m)  | Goud      |           |
| Alfred Larsen Johan Anker Nils Bertelsen Halfdan Hansen Magnus Konow Petter Larsen Eilert Falch-Lund Christian Staib Arnfinn Heje Carl Thaulow | 12m klasse (m) | Goud      |           |

### Zwemmen
| Olympiër       | Discipline          | Resultaat    | Prestatie                                  |
| -------------- | ------------------- | ------------ | ------------------------------------------ |
| John Johnsen   | 100m vrije slag (m) | series       | serie 7: 4de in 1.19,2                     |
| John Johnsen   | 400m vrije slag (m) | halve finale | serie 2: 2de in 6.14,4 halve finale 1: 6de |
| Harry Svendsen | 400m vrije slag (m) | DNS          | serie 3: niet gestart                      |
| Herbert Wetter | 400m vrije slag (m) | DNS          | serie 6: niet gestart                      |
| John Johnsen   | 400m vrije slag (m) | 12e          | serie 5: 3de in 25.45,6                    |
| Herbert Wetter | 400m vrije slag (m) | DNF          | serie 1: niet gefinisht                    |
| John Johnsen   | 100m rugslag (m)    | 13e          | serie 4: 4de in 1.34,2                     |
| Harry Svendsen | 100m rugslag (m)    | 15e          | serie 2: 3de in 1.47,2                     |
| John Johnsen   | 200m schoolslag (m) | DNS          | serie 2: niet gestart                      |
| Audun Rusten   | 200m schoolslag (m) | DSQ          | serie 5: gediskwalificeerd                 |
| Audun Rusten   | 400m schoolslag (m) | DNS          | serie 1: niet gestart                      |
|                |                     |              |                                            |
| Aagot Norman   | 100m vrije slag (v) | DNF          | serie 1: niet gefinisht                    |

Australazië · België · Bohemen · Canada · Chili · Denemarken · Duitsland · Egypte · Finland · Frankrijk · Griekenland · Groot-Brittannië · Hongarije · IJsland · Italië · Japan · Luxemburg · Nederland · Noorwegen · Oostenrijk · Portugal · Rusland · Servië · Turkije · Verenigde Staten · Zuid-Afrika · Zweden · Zwitserland